# Peugeot 307 WRC
Chronologie des modèles
Peugeot 206 WRC Peugeot 207 S2000
La Peugeot 307 WRC est une voiture de rallye basée sur la Peugeot 307. Elle est fabriquée par Peugeot Sport pour remplacer la 206 WRC.
Pour réaliser cette dernière, les ingénieurs de Peugeot Sport ont pris comme base une Peugeot 307 CC en condamnant le toit escamotable. Elle est l'une des rares sportives de rallye à prendre comme base un coupé cabriolet.

## Historique

### Conception et développement
La période de la fin des années 1990 au début des années 2000 est marquée par le couronnement de Peugeot en rallye grâce à sa 206 WRC. À la fin de sa carrière, le rival Citroën gagne alors en force dans le WRC. Pour remplacer sa devancière, Peugeot entreprend la conception de sa nouvelle voiture de compétition, en se basant sur la structure de la 307 CC.

### Débuts (2004)
Tout le long de la saison, la 307 WRC est en proie à des problèmes de transmission, et le style de conduite des pilotes de l'équipe ne correspondent pas aux caractéristiques de conduite de la voiture. En 2004, la voiture remporte sept podiums et une première victoire au Rallye de Finlande, mais n'est pas en mesure de se battre pour le championnat. Marcus Grönholm termine cinquième du championnat des pilotes et Peugeot Sport quatrième du championnat des constructeurs. 

### Espoirs (2005)

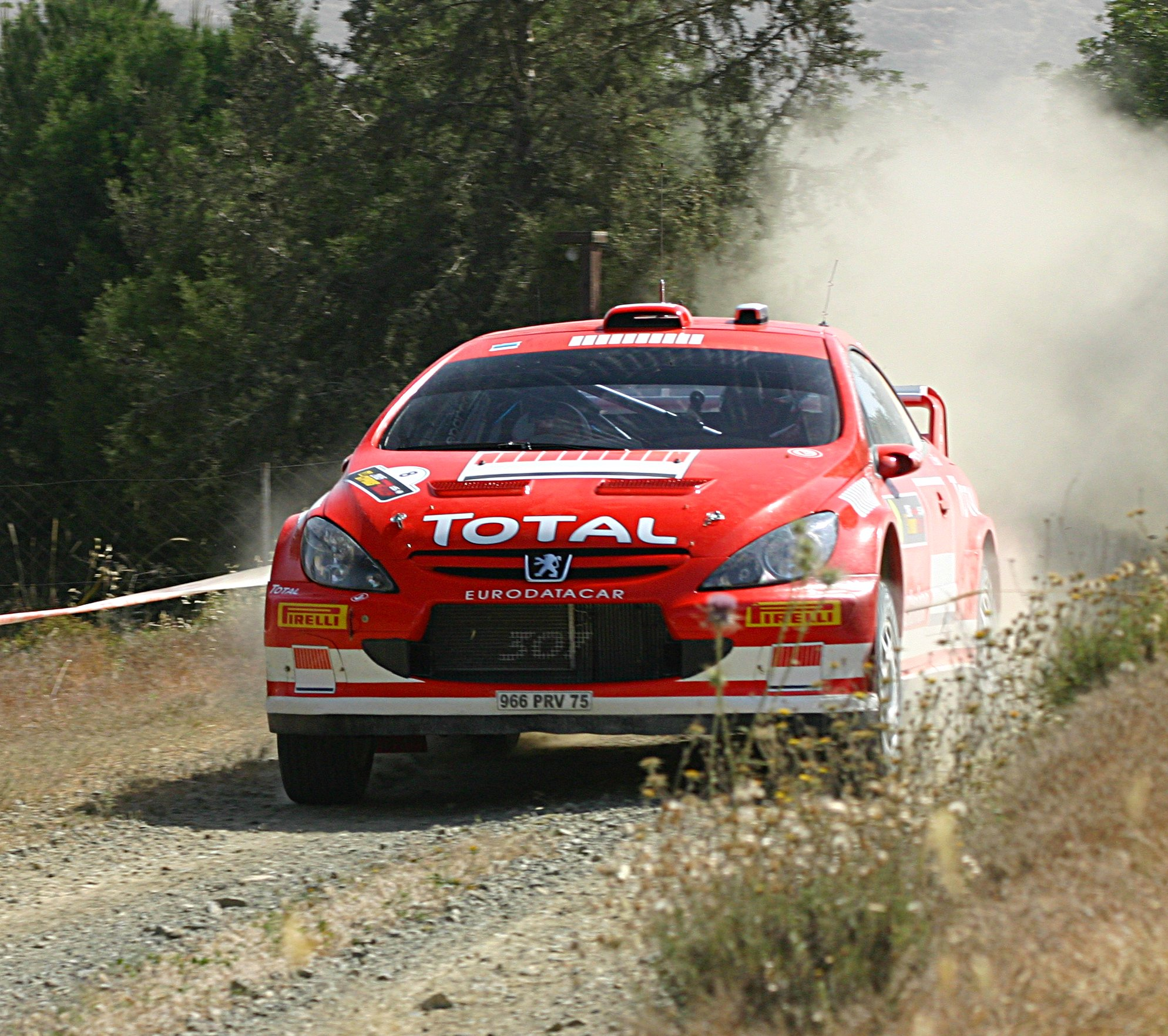
Markko Märtin au volant de sa 307 WRC au Rallye de Chypre 2005.

La saison 2005 est plus réussie, Peugeot mène le championnat après la 10e manche. Cependant les espoirs s'estompent lors de l'étape 15 du Rallye de Grande-Bretagne, Markko Märtin perd le contrôle de sa 307 WRC et entre en collision avec un arbre, tuant le copilote Michael Park sur le coup. Il s'agit du premier décès dans une épreuve du WRC depuis Rodger Freeth en 1993.
Marcus Grönholm remporte le Rallye de Finlande et le Rallye du Japon ainsi que six autres podiums, tandis que Märtin remporte quatre autres podiums. Peugeot termine finalement deuxième du championnat des constructeurs, tandis que Grönholm termine troisième du championnat des pilotes, à égalité de points avec Petter Solberg, deuxième. 

### Fin (2006)
La voiture voit sa vie en compétition écourtée à la fin de 2005 par la décision de PSA de retirer Citroën Racing et Peugeot Sport du WRC. L'entreprise privée Bozian Racing, société de préparation de Peugeot, sous le nom OMV Peugeot Norway World Rally Team, assume en grande partie la responsabilité du fonctionnement des 307 WRC pour la saison 2006. Manfred Stohl et Henning Solberg sont nommés pilotes. Stohl se classe quatrième au général et la 307 WRC remporte sept podiums par des équipes privées cette saison-là.

### Bilan
Au total, la voiture compte trois victoires en WRC et 26 podiums à son actif.
La Peugeot 307 a également participé au championnat du monde des voitures de tourisme, au championnat britannique des voitures de tourisme, au Stock Car Brasil, au TC2000 et au championnat danois des voitures de tourisme.

## Championnat de France des rallyes

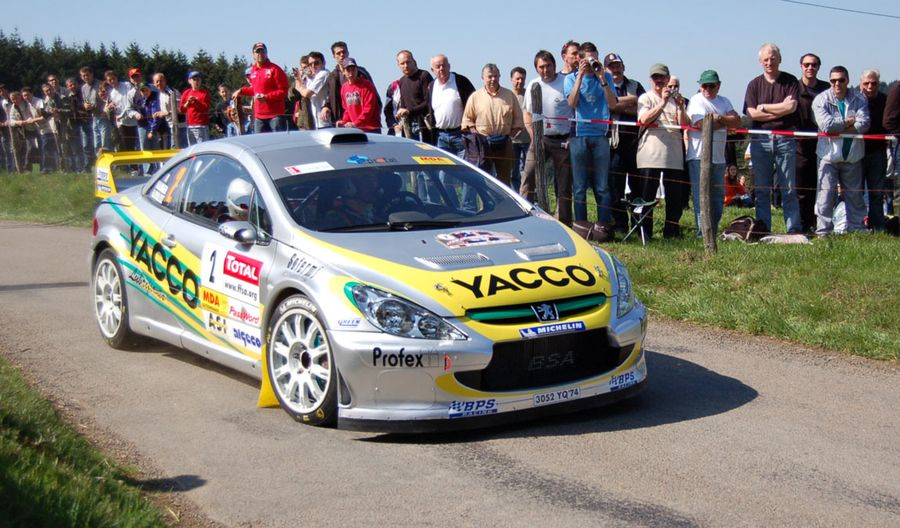
Nicolas Vouilloz au volant de sa 307, rallye Lyon-Charbonnières en 2006.

En championnat de France, il y avait plusieurs 307 WRC comme la 307 du team Combronde utilisé par David Salanon (toute la saison 2007 et au rallye Lyon-Charbonnières 2008) et ensuite par Alexandre Bengué au rallye du Limousin 2008.
Il y avait aussi la 307 du team Cuoq, piloté par Jean-Marie Cuoq (toute la saison 2007) et loué a Beaubelique pour le rallye du limousin 2008. Celle du team Bozian Racing était utilisé par Patrick Henry (toute la saison 2007 et pour le rallye Alsace-Vosges 2008) et Jérôme Grosset-Janin pour le rallye du Limousin 2008. Elle était également utilisés par Dany Snobeck en 2008.
En 2012, Stéphane Sarrazin remporta le Rallye du Limousin et le Rallye du Mont-Blanc en championnat de France avec la 307 WRC. Au Critérium des Cévennes, le belge Freddy Loix pilota la 307 de Stéphane Sarrazin. Il était 2e et en lutte pour la victoire avant d'abandonner le dernier jour à cause d'un problème technique. Il abandonna encore au Rallye du Var mais remporta le Rallye van Staden à son volant.

## Victoires en WRC
| Non. | Événement               | Saison | Conducteur      | Copilote        |
| ---- | ----------------------- | ------ | --------------- | --------------- |
| 1    | Rallye de Finlande 2004 | 2004   | Marcus Grönholm | Timo Rautiainen |
| 2    | Rallye de Finlande 2005 | 2005   | Marcus Grönholm | Timo Rautiainen |
| 3    | Rallye du Japon 2005    | 2005   | Marcus Grönholm | Timo Rautiainen |

## Résultats WRC
| Year | Entrant       | Driver             | 1     | 2       | 3      | 4     | 5       | 6       | 7       | 8       | 9       | 10      | 11    | 12      | 13      | 14      | 15      | 16      | TC  | Points |
| ---- | ------------- | ------------------ | ----- | ------- | ------ | ----- | ------- | ------- | ------- | ------- | ------- | ------- | ----- | ------- | ------- | ------- | ------- | ------- | --- | ------ |
| 2004 | Peugeot Sport | Marcus Grönholm    | MON 4 | SWE 2   | MEX 6  | NZL 2 | CYP DSQ | GRC Ret | TUR 2   | ARG Ret | FIN 1   | GER Ret | JPN 4 | GBR Ret | ITA 7   | FRA 4   | ESP 2   | AUS Ret | 4th | 101    |
| 2004 | Peugeot Sport | Freddy Loix        | MON 5 | SWE Ret |        |       |         |         |         |         |         |         |       |         |         |         | ESP Ret |         | 4th | 101    |
| 2004 | Peugeot Sport | Harri Rovanperä    |       |         | MEX 10 | NZL 5 | CYP DSQ | GRC 3   | TUR Ret | ARG 5   | FIN Ret |         | JPN 6 | GBR 6   | ITA Ret |         |         | AUS 2   | 4th | 101    |
| 2004 | Peugeot Sport | Cédric Robert      |       |         |        |       |         |         |         |         |         | GER 5   |       |         |         | FRA Ret |         |         | 4th | 101    |
| 2004 | Peugeot Sport | Freddy Loix        |       |         | MEX    | NZL   | CYP     | GRC     | TUR     | ARG     | FIN     | GER 6   | JPN   | GBR     | ITA     | FRA 7   |         | AUS     | 4th | 101    |
| 2004 | Peugeot Sport | Sebastian Lindholm | MON   | SWE     | MEX    | NZL   | CYP     | GRC     | TUR     | ARG     | FIN Ret | GER     | JPN   | GBR     | ITA     | FRA     | ESP     | AUS     | 4th | 101    |
| 2004 | Peugeot Sport | Daniel Carlsson    | MON   | SWE     | MEX    | NZL   | CYP     | GRC     | TUR     | ARG     | FIN     | GER     | JPN   | GBR Ret | ITA     | FRA     | ESP     | AUS     | 4th | 101    |
| 2005 | Peugeot Sport | Marcus Grönholm    | MON 5 | SWE Ret | MEX 2  | NZL 2 | ITA 3   | CYP Ret | TUR 3   | GRC 4   | ARG 2   | FIN 1   | GER 3 | GBR Ret | JPN 1   | FRA Ret | ESP Ret | AUS Ret | 2nd | 135    |
| 2005 | Peugeot Sport | Markko Märtin      | MON 4 | SWE 2   | MEX 3  | NZL 5 | ITA 4   | CYP 3   | TUR 5   | GRC 8   | ARG 6   | FIN 3   | GER 4 | GBR Ret |         |         |         |         | 2nd | 135    |
| 2005 | Peugeot Sport | Daniel Carlsson    |       |         |        |       |         |         |         |         |         |         |       |         | JAP 8   |         |         | AUS Ret | 2nd | 135    |
| 2005 | Peugeot Sport | Nicolas Bernardi   |       |         |        |       |         |         |         |         |         |         |       |         |         | FRA 8   | ESP 6   |         | 2nd | 135    |
| 2005 | Peugeot Sport | Daniel Carlsson    | MON   | SWE 6   | MEX    | NZL   | ITA     | CYP     | TUR     | GRC     | ARG     | FIN     | GER   | GBR     |         | FRA     | ESP     |         | 2nd | 135    |
| 2005 | Peugeot Sport | Sebastian Lindholm | MON   | SWE     | MEX    | NZL   | ITA     | CYP     | TUR     | GRC     | ARG     | FIN Ret | GER   | GBR     | JAP     | FRA     | ESP     | AUS     | 2nd | 135    |

## Dans la culture populaire

### Jeux vidéo
La 307 WRC apparait dans plusieurs jeux vidéo :
- WRC 4 (2004)
- WRC: Rally Evolved (2005)
- WRC: FIA World Rally Championship (2005)
- Sega Rally 2006 (2006)
- Colin McRae: Dirt (2007)